# Hørbylunde
Hørbylunde er et gammelt egekrat ca. 10 km sydvest for Silkeborg. Egekrattet ligger på store, furede skrænter på sydsiden af tunneldalen mellem Silkeborgsøerne og Engesvang.
Primærrute 15 løber op ad skrænterne med de tætte lave bevoksninger af eg iblandet bøg. Bunden er mager, morklædt, med overvejende blåbær og ørnebregne. I Hørbylunde ligger højen Store Hørbyhøj.
Den nye Herningmotorvejen der leder over Funder Ådal, passerer nord om Hørbylunde og syd om Hørbylunde Bakke, her er anlagt en stor faunapassage.
Ved Hørbylunde Bakke på primærrute 15 står et mindekors for digteren Kaj Munk, der blev myrdet her 4. januar 1944. 

## referencer
1. 1 2  Gram, K.; Jørgensen, C. A.; Køie, M. (1944). "De jyske egekrat og deres flora" (PDF). Det Kongelige Danske Videnskabernes Selskab. Hentet 2. maj 2019.

56°8′5.74″N 9°24′36.04″Ø / 56.1349278°N 9.4100111°Ø